# حرجة البرك (الريدة)
'

تعديل مصدري - تعديل

حرجة البرك هي إحدى قرى عزلة الريدة وقصيعر بمديرية الريدة وقصيعر التابعة لمحافظة حضرموت، بلغ تعداد سكانها 77 نسمة حسب تعداد اليمن لعام 2004.